# ポンポン桂
ポンポン桂（ポンポンけい）とは、将棋の戦法で対四間飛車への急戦のひとつ。古典定跡の中の一戦型で、富沢幹雄が生前好んで指したことから富沢キックとも言われる。

## 概要
ポンポン桂は先に桂損をするがその代償として飛車先を突破するというものである。角交換によって3三に跳ばせた桂を捌かれる展開は避けたいので、4五で駒がぶつかる展開を避ける為に▲4六歩を突かないことが肝要である。4五歩からの仕掛けと違って4筋からの振り飛車反撃が利かないというメリットとなる。
第1図の要領で▲4五桂と歩頭に桂を捨てるのがこの戦法の急所であり、居飛車側の陣形は図のような5七銀左型の舟囲いである必要はない。以下、△4五同歩▲3三角成△同桂▲2四歩として居飛車が桂損ながら飛車先を突破する。
ポイントは、▲4五桂に角を逃げられない状態であることで、したがって△4一飛型や、▲4五桂に△1五角と逃げる手が△3七角成の先手となる場合（左銀ではなく右銀を5七に活用している場合など）では成立しない他、△3二銀型でも、後の2筋突破ができないので注意が必要（▲3三角成に△同銀と飛車先を受けながら取り返せる）であり、4三銀型以外には仕掛けが成立しない。
| 9  | 8  | 7  | 6  | 5  | 4  | 3  | 2  | 1  |    |
| 香 | 桂 |    | 金 |    |    |    | 桂 | 香 | 一 |
|    | 王 | 銀 |    | 金 | 飛 |    |    |    | 二 |
| 歩 | 歩 | 歩 |    |    | 銀 |    | 歩 | 歩 | 三 |
|    |    |    | 歩 | 歩 | 歩 | 歩 |    |    | 四 |
| 歩 |    |    |    |    | 桂 |    | 歩 | 角 | 五 |
|    |    | 歩 |    | 歩 |    | 歩 |    |    | 六 |
|    | 歩 |    | 歩 | 銀 | 歩 |    |    | 歩 | 七 |
|    | 角 | 玉 |    | 金 |    | 飛 |    |    | 八 |
| 香 | 桂 | 銀 | 金 |    |    |    |    | 香 | 九 |

第3図は1957年9月17日の九段戦、先手塚田正夫 対 後手加藤一二三 戦、後手加藤の珍しい四間飛車に、先手塚田がポンポン桂。先手の仕掛け▲4五桂飛びに△同歩と取らずに△1五角と出て、先手は▲3八飛と寄った。
△1五角の筋を警戒しなければならない場合には事前に▲1六歩と突くか、後手が6四歩−5三歩型で6四の歩が浮いていれば▲5五角と出る。▲5五角に対しどのように6四の歩取りを受けても振り飛車の囲いは何かしらの傷を作ってしまいやすく、5五の角の利きで3七の地点を受けられる為▲1六歩を省略出来る。
ただし、▲5五角に△6二飛と出来る場合は例外で、▲5五角は成立しない。
5五の角の狙いはまた▲4六角と引いて、▲2四歩を狙う順もある。第4図は1991年7月4日の王座戦、富沢幹雄対藤井猛戦で、△5三歩-3二銀型四間飛車に▲5五角を出た局面から△6三金に▲7七銀として、次に▲4六角から▲2四歩を狙ったものであるが、後手藤井は3二の銀を4三にあげたので第3図のとおり▲4五桂が入り、以下△同歩に▲3三角成△同桂▲2四歩△同歩▲同飛と、先手桂損ながら2筋突破を確実にし、以下先手が勝利となった。
| 9  | 8  | 7  | 6  | 5  | 4  | 3  | 2  | 1  |    |
| 香 | 桂 |    | 金 |    |    |    | 桂 | 香 | 一 |
|    | 王 | 銀 |    |    | 飛 |    |    |    | 二 |
|    | 歩 |    | 金 | 歩 | 銀 | 角 | 歩 | 歩 | 三 |
| 歩 |    | 歩 | 歩 |    | 歩 | 歩 |    |    | 四 |
|    |    |    |    | 角 | 桂 |    | 歩 |    | 五 |
| 歩 |    | 歩 |    | 歩 |    | 歩 |    |    | 六 |
|    | 歩 | 銀 | 歩 |    | 歩 |    |    | 歩 | 七 |
|    |    | 玉 |    | 金 | 銀 |    | 飛 |    | 八 |
| 香 | 桂 |    | 金 |    |    |    |    | 香 | 九 |

▲3七桂に対して振り飛車が△3二銀、△5四銀、△4一飛、△3二飛と▲4五桂に備える手もあり得る。
△3二銀に対しては5七に駒が居ない場合、▲6六角として次に▲5七角−▲2四歩を見せて△4三銀(△2二飛を作る)を強制してから打開する手法がある。
△5四銀には▲2六飛−▲3五歩△同歩▲4六銀または桂馬が予め3七に跳ねているので▲4六銀～▲3五歩も成立するなど、角頭攻めにシフト出来、この筋は△3二銀、△4一飛に於いても応用出来る。また、△3二飛には▲4六歩−▲4五歩の仕掛けを狙える。
1982年の王座戦決勝3番勝負では内藤国雄が大山康晴に対してポンポン桂模様から振り飛車の動きをみてうまくシフトして指しまわしていた。第1局では後手四間飛車に対して先手ポンポン桂模様から▲4六歩～▲4五歩、第二局では先手四間飛車腰掛け銀に対して後手ポンポン桂模様から△5五歩▲4七銀△5四銀と5筋位取りにシフトし、内藤は両局とも勝利して優勝を決めている。
| 9  | 8  | 7  | 6  | 5  | 4  | 3  | 2  | 1  |    |
| 香 | 桂 |    | 金 |    |    |    | 桂 | 香 | 一 |
|    | 王 | 銀 |    | 金 | 飛 |    |    |    | 二 |
|    | 歩 |    |    |    | 銀 | 角 | 歩 | 歩 | 三 |
| 歩 |    | 歩 | 歩 | 歩 | 歩 |    |    |    | 四 |
|    |    |    |    |    | 桂 | 歩 | 歩 | 歩 | 五 |
| 歩 |    | 歩 |    | 歩 |    |    | 飛 |    | 六 |
|    | 歩 | 角 | 歩 |    | 歩 |    |    |    | 七 |
|    |    | 玉 | 銀 | 金 | 銀 |    |    |    | 八 |
| 香 | 桂 |    | 金 |    |    |    |    | 香 | 九 |

第5図の先手陣形は右銀型の速攻例で、相手陣形の7四歩が突いてある美濃囲いに対しての▲3五歩△同歩▲4五桂である。図の先手陣形は7七角-4八銀型であるが、この戦法では△7七角成▲同銀の展開はないので実際には8八角-5七銀型でもほぼ同じであるが、美濃囲いの△7四歩を誘う意味もある。第4図以下は△4五同歩に▲3三角成△同桂▲2四歩△同歩▲同飛△3六歩▲3四歩△3五角▲2三飛成△2二歩（△3二銀なら▲2七龍）▲3三龍で、△3七歩成なら▲3一角、△3二飛なら▲6六角、△4四角にも▲6六角で、以下△3七歩成に▲8六桂が利く。これに△6二桂なら▲4四角△同銀▲3一龍で、後に▲9四桂△同香▲9五歩△同香▲同香△9三歩▲9九香の攻めが生じている。
振り飛車からの反撃策は居飛車・振り飛車側の陣形によっても様々である。右銀を5七に活用する形では▲2四歩に対して△6四角と打つ筋は有力で、それ以外には2四に飛車がいるタイミングで△4六歩と突き▲同銀△4五桂から△3三角を含みにする指し方もある。△5四銀と活用できる場合は△6五銀～△7六銀～△7五桂を狙う指し方もある。

## 藤井システム対策として
居飛車側の左銀の位置に拘らない急戦の為居飛車穴熊の出だしから合流することも出来、藤井システム対策としても用いることが出来る。藤井システムは居玉で構えている為▲3六歩−▲3七桂が△6二玉−△7一玉と見合いになる可能性が高く、この急戦が通常よりやりやすい意味がある(振り飛車の玉が8二に入城出来ない)。